# My Homies Part 2
Albums de Scarface
Balls and My Word
(2003) Made
(2007)
My Homies Part 2 est le neuvième album studio de Scarface, sorti le 7 mars 2006.
Cet opus est une sequel de My Homies, publié en 1998.
L'album s'est classé 3e au Top R&B/Hip-Hop Albums et 12e au Billboard 200.

## Liste des titres
| No  | Titre                                                                      | Producteur(s)            | Durée |
| --- | -------------------------------------------------------------------------- | ------------------------ | ----- |
| 1.  | Intro                                                                      | Bigg Tyme                | 1:09  |
| 2.  | Definition of Real (featuring Z-Ro et Ice Cube)                            | N.O. Joe                 | 4:08  |
| 3.  | Never Snitch (featuring Beanie Sigel et the Game)                          | Tone Capone et Scarface  | 4:22  |
| 4.  | Man Cry (featuring Z-Ro)                                                   | Mike Dean                | 4:18  |
| 5.  | Street Lights (featuring Yung Redd et Lil Ron)                             | Bigg Tyme                | 4:03  |
| 6.  | We Out Here (featuring Skip et Ghetto Slaves)                              | Salih Williams           | 3:04  |
| 7.  | Gotta Get Paid                                                             | Tone Capone et Mike Dean | 5:41  |
| 8.  | Club Bangaz (featuring Partners-N-Crime et Juvenile)                       | KLC                      | 4:02  |
| 9.  | Platinum Starz (featuring Lil' Flip, Chamillionaire et Bun B)              | Bigg Tyme                | 3:50  |
| 10. | Always (featuring Spaide R.I.P.P.E.R.)                                     | Tran Chilla              | 3:40  |
| 11. | Tryin' to Fuck Something (featuring Vicious)                               | Mr. Fat                  | 4:18  |
| 12. | Pass the Itchy                                                             | JOE TRAXX                | 3:11  |
| 13. | Southern Nigga (featuring Mr. Lee, 8Ball & MJG, E-Rock, Lil' KeKe et Rell) | Mr. Lee                  | 4:51  |
| 14. | My Life (featuring Geto Boys)                                              | Tone Capone et Mike Dean | 4:58  |